# باسكال (قاعدة بيانات)
باسكال (بالإنجليزية: PASCAL) هي قاعدة بيانات ببليوجرافية علمية، والتي تحتفظ بها معهد المعلومات العلمية والتقنية التابع للمركز الوطني الفرنسي للبحث العلمي. تغطي قاعدة البيانات الأدبيات العلمية الأساسية في العلوم والتكنولوجيا والطب مع التركيز الخاص على الأدب الأوروبي.
بحلول عام 2012، أصبحت باسكال تحتوي على قاعدة بيانات تتضمن أكثر من 17 مليون سجل، حيث تشكل ملخصات المؤلفين 90% من هذه السجلات. وتغطي باسكال الفترة من عام 1973 وحتى الوقت الحاضر. تتألف مصادر الوثائق الخاصة بها بنسبة 88% من مقالات الدوريات العلمية (3085 عنوانًا دوليًا)، وتشكل المؤتمرات 9%، بينما تشكل الرسائل الجامعية، والكتب، والبراءات، والتقارير ما يقرب من 3% مجتمعة من مصادر الوثائق.

## روابط خارجية
- الموقع الرسمي